# Eduard Zimmermann (Heraldiker)
Eduard Zimmermann (* 1874 in Augsburg; † 1951) war ein deutscher Heraldiker und Oberbaurat.
Zimmermann wurde als Sohn eines Kunstmalers geboren. In München hatte er eine Professur an der Königlichen Baugewerksschule. Durch intensive und gründliche Beschäftigung mit der Wappenkunde erstellte er etwa 100.000 Karteikarten zu Wappen des bayrischen Raumes.

## Schriften
- Bayerische Klosterheraldik, München, 1930 (1900 Wappen von Äbten der bayrischen und fränkischen Klöstern) Die Wappen der Äbte und Pröpste der bis zur allgemeinen Säkularisation in Ober- und Niederbayern, der Oberpfalz und bayerisch Schwaben bestandenen Herrenklöster, ein Hilfsbuch für den Kunsthistoriker und Sammler, für den Freund der Heimat- und Familien-Kunde, München 1930 (Digitalisat).
- Wappen geistlicher Würdenträger in Ulrich Richentals Chronik, in: Schriften des Vereins für Geschichte des Bodensees und seiner Umgebung, 65. Jg. 1938, S. 140–163 (Digitalisat)
- Karteikartensammlung mit etwa 100.000 selbstgemalten Wappen, einschließlich Fundort, Blasonierung und Familiengeschichte (Schenkung an das Stadtarchiv Augsburg)